# Вольфганг Пернер
Вольфганг Пернер  (нім. Wolfgang Perner; 17 вересня 1967 — 1 жовтня 2019) — австрійський біатлоніст, олімпійський медаліст.

## Виступи на Олімпіадах
| Олімпіада           | Дисципліна             | Місце                   |
| ------------------- | ---------------------- | ----------------------- |
| Ліллехаммер 1994    | спринт 10 км           | 22                      |
| Ліллехаммер 1994    | естафета 4 × 7,5 км    | 9                       |
| Нагано 1998         | спринт 10 км           | 38                      |
| Нагано 1998         | індивідуальна 20 км    | 24                      |
| Нагано 1998         | естафета 4 × 7,5 км    | 11                      |
| Солт-Лейк-Сіті 2002 | спринт 10 км           | 3                       |
| Солт-Лейк-Сіті 2002 | переслідування 12,5 км | 9                       |
| Солт-Лейк-Сіті 2002 | індивідуальна 20 км    | 32                      |
| Солт-Лейк-Сіті 2002 | естафета 4 × 7,5 км    | 6                       |
| Турин 2006          | спринт 10 км           | дискваліфікація         |
| Турин 2006          | переслідування 12,5 км | дискваліфікція (допінг) |
| Турин 2006          | індивідуальна 20 км    | дискваліфікція          |